# Rajon Naroulja

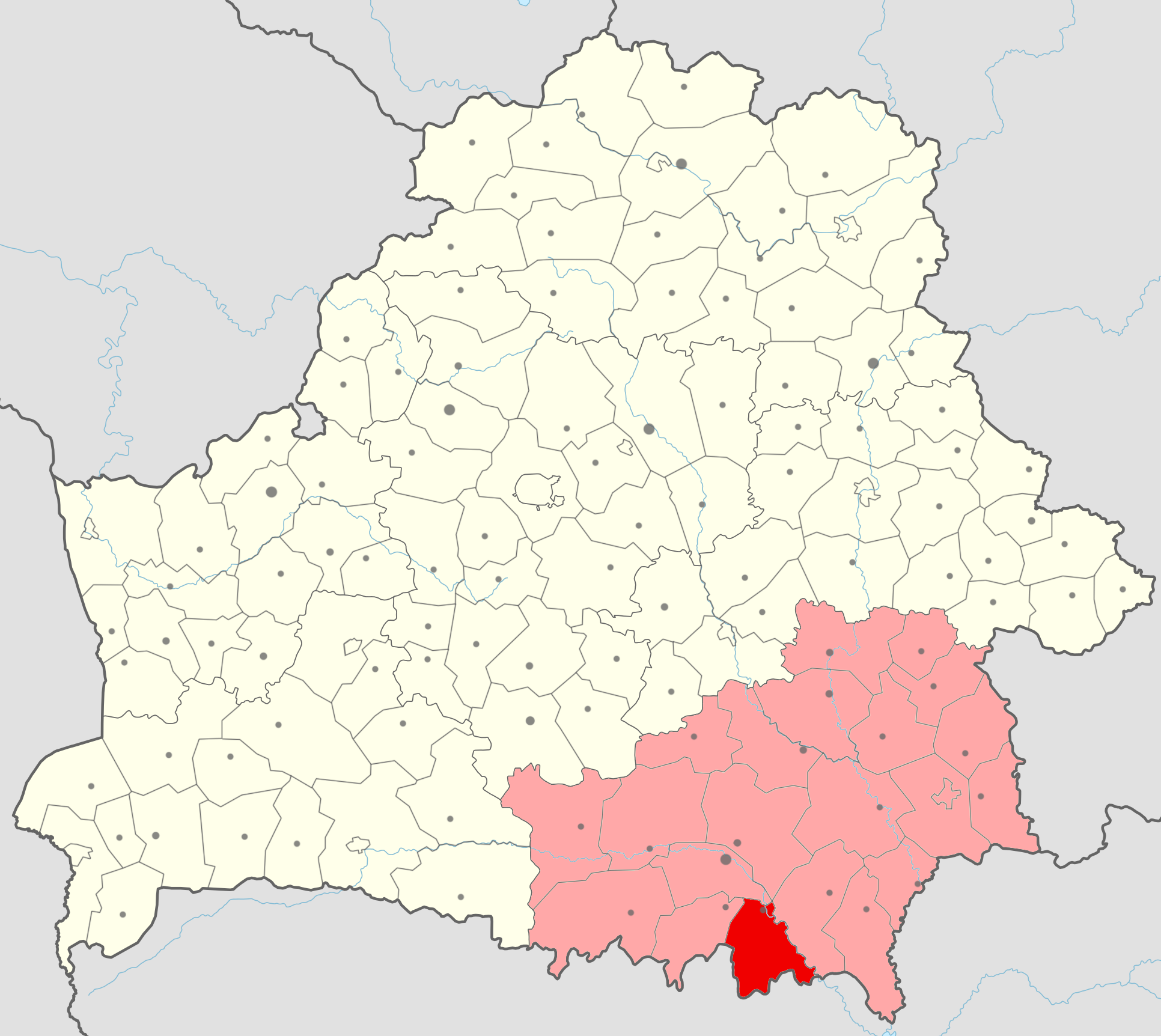
Rajon Naroulja, Karte

Der Rajon Naroulja (belarussisch Нараўлянскі раён раён; russisch Наровлянский район) ist eine Verwaltungseinheit in der Homelskaja Woblasz in Belarus mit dem administrativen Zentrum in der Stadt Naroulja. Der Rajon hat eine Fläche von 1588 km².

## Geographie
Der Rajon Brahin liegt im südlichen Teil der Homelskaja Woblasz. Die Nachbarrajone in der Homelskaja Woblasz sind im Norden Masyr, im Osten Chojniki und im Westen Jelsk.

## Geschichte
Vor dem Zweiten Weltkrieg gab es im Rajon offenbar mehrere deutsch besiedelte Orte. Wie alle anderen deutschen Siedlungen im europäischen Teil der Sowjetunion wurden diese im Juni–Juli 1941 aufgelöst.